# Big in Japan Live in Tokyo
Big in Japan Live in Japan 2010 is de titel van drie uitgaven van Klaus Schulze. Het bevat op alle drie de versies registraties van twee concerten die Schulze gaf in Tokio, maart 2010. Schulze was daar op verzoek van een fan, die al sinds 2003 concerten voor hem verzorgde. Op dit album keerde Schulze terug naar muziek uit zijn jaren ‘70 en de apparatuur waarop Schulze speelde dateerde ook uit die tijd. Het schijnt dat Schulze in een oude werksituatie terugkeerde, geheel omringd door analoge apparatuur. Schulze gaf “oud” werk van hem een nieuw jasje. Alle versies bevatten 2 cd’s en 1 dvd, de cd’s laten geen applaus horen.

## Musici
- Klaus Schulze – toetsinstrumenten, elektronica en gitaar

## Japanse versie
De eerste versie van het album kwam uit Japan. In een oplage van 500 stuks kwam een luxe compact disc-verpakking met een fotoboek (op cd-grootte). Ten tijde van het uitbrengen was het onduidelijk of er nog andere persingen uitkwamen, dus het werd snel een verzamelaarobject.

### Muziek
| Nr. | Titel                         | Duur  |
| --- | ----------------------------- | ----- |
| 1.  | A crystal poem (opname 21)    | 34:12 |
| 2.  | A crystal returns (opname 20) | 40:09 |

| Nr. | Titel                              | Duur  |
| --- | ---------------------------------- | ----- |
| 1.  | La joyeuse apocalyspe (opname 21)  | 46:28 |
| 2.  | Nippon benefit (opname 21)         | 14:04 |
| 3.  | The deductive approach (opname 20) | 11:58 |

| Nr. | Titel                                        | Duur  |
| --- | -------------------------------------------- | ----- |
| 1.  | A crsytal poem (visible version) (opname 21) | 34:12 |
| 2.  | Sequencers are beautiful (opname 20)         | 43:49 |

## Europese versie
Op 26 november 2010 werd de Europese versie uitgebracht. Het boekwerkje ontbrak hierbij.

### Muziek
| Nr. | Titel                    | Duur  |
| --- | ------------------------ | ----- |
| 1.  | A crystal returns        | 38:03 |
| 2.  | Sequencers are beautiful | 39:00 |

| Nr. | Titel                  | Duur  |
| --- | ---------------------- | ----- |
| 1.  | La joyeuse apocalyspe  | 46:35 |
| 2.  | Nippon benefit         | 14:10 |
| 3.  | The deductive approach | 12:12 |

| Nr. | Titel                            | Duur  |
| --- | -------------------------------- | ----- |
| 1.  | A crystal poem (visible version) | 34:12 |
| 2.  | Sequencers are beautiful         | 43:49 |

## Amerikaanse versie
Op 9 april 2011 verscheen een Amerikaanse versie, deze was in tegenstelling tot de Japanse en Europese niet in een donkerrode, maar in donkerblauwe hoes verpakt. 

### Muziek
| Nr. | Titel                    | Duur  |
| --- | ------------------------ | ----- |
| 1.  | A crystal returns        | 38:03 |
| 2.  | Sequencers are beautiful | 39:00 |

| Nr. | Titel                  | Duur  |
| --- | ---------------------- | ----- |
| 1.  | La joyeuse apocalyspe  | 46:35 |
| 2.  | Nippon benefit         | 14:10 |
| 3.  | The deductive approach | 12:12 |

| Nr. | Titel                  | Duur  |
| --- | ---------------------- | ----- |
| 1.  | La joyeuse apoclaypse  | 47:28 |
| 2.  | The deductive approach | 13:33 |
| 3.  | Nippon benefit         | 16:38 |